# 深港通
深港股票市场交易互联互通机制，简称“深港通”。2016年8月，中国国务院总理李克强在国务院常务会议中批准《深港通实施方案》。

## 历史
- 2014年11月，沪港通正式开通，市场各方开始对“深港通”机制持续关注。[2]
- 2014年12月4日，深圳前海管理局正式发布《前海深港现代服务业合作区促进深港合作工作方案》。深港通正式纳入方案。[3]
- 2015年1月5日，李克强总理在深圳考察期间强调“沪港通后应该有深港通”。[4]
- 2015年2月，深圳证券交易所吴利军理事长率队访港，拜会香港特别行政区政府、香港金融管理局和香港证券及期货事务监察委员会，与香港交易及结算所有限公司开展了工作交流，并与部分在港市场机构进行了座谈，推进“深港通”筹备工作。[5]
- 2016年3月，国务院总理李克强在政府工作报告中提出要“适时启动深港通”
- 2016年8月，李克强在国务院常务会议中批准《深港通实施方案》。[6]
- 2016年11月25日晚，中国证监会和香港证监会联合公告指出深港通将于12月5日正式开通[7]。
- 2016年12月5日，深港通开通，开通首日深圳共有812只标的股获港资买入，净买入量达27.11亿元人民币。
- 截至2017年7月1日，深港通运行总体平稳，内地资金通过港股通（深）买入标的股共457.31亿港元，香港资金通过深港通买入标的股共864.7亿元人民币。
- 2018年4月11日，中国证监会公告，深港通每日额度扩大4倍至深股通520亿元人民币，深港通下港股通420亿元人民币，于2018年5月1日起生效。[8]

## 統計數據
|        | 深港通的南向交易平均每日成交金額（十億元） | 參考來源 |
| ------ | ------------------------------------------ | -------- |
| 2016年 | 0.5                                        | [ 9 ]    |
| 2017年 | 2.3                                        | [ 10 ]   |
| 2018年 | 4.5                                        | [ 11 ]   |
| 2019年 | 4.0                                        | [ 12 ]   |
| 2020年 | 11.3                                       | [ 12 ]   |
| 2021年 | 21.6                                       | [ 13 ]   |
| 2022年 | 15.8                                       | [ 13 ]   |